# Gignac-la-Nerthe
Gignac-la-Nerthe egy település Franciaországban, Bouches-du-Rhône megyében. Lakosainak száma 10 030 fő (2022. január 1.). Gignac-la-Nerthe Châteauneuf-les-Martigues, Ensuès-la-Redonne, Marignane, Les Pennes-Mirabeau, Le Rove és Saint-Victoret községekkel határos.

## Népesség
A település népességének változása:
| Lakosok száma | 2666 | 4361 | 8772 | 9310 | 9099 | 9063 | 9326 | 9887 | 9899 | 10 030 |
|               | 1968 | 1982 | 1990 | 2006 | 2013 | 2015 | 2017 | 2019 | 2020 | 2022   |